# Marcjan Giedroyć (zm. 1649)
Marcjan (Marcin) Giedroyć herbu Hippocentaurus (zm. 1649) – marszałek Trybunału Głównego Wielkiego Księstwa Litewskiego w 1634 roku, sędzia ziemski wileński w latach 1642-1649, podsędek wileński w latach 1634-1642, podstoli połocki w 1613 roku.
Był elektorem Władysława IV Wazy z województwa połockiego w 1632 roku.
Był wyznawcą kalwinizmu.